# Black Eyed Pilseung
Black Eyed Pilseung (em coreano:  블랙아이드필승; lit. "Black Eyed Victory") é uma dupla de produção musical e composição sul-coreana composta por Rado (Song Joo-young) e Choi Kyu-sung, formada em 2014. Eles produziram canções de sucesso como "Touch My Body" de Sistar; "Only You" de Miss A; "Like Ooh-Ahh", "Cheer Up", "TT", "Likey" e "Fancy" de Twice; e "I'm So Sick", "Eung Eung" e "Dumhdurum" de Apink.
Antes da formação da dupla, ambos os membros costumavam colaborar com Shinsadong Tiger. Rado trabalhou em canções de sucesso como "Volume Up" de 4Minute, "My My" e "Hush" de Apink, e "Trouble Maker" e "Now" de Trouble Maker, enquanto Choi Kyu-sung estava envolvido em "Roly-Poly" de T-ara, "Bubble Pop" de Hyuna e "Fiction" de Beast.
Em agosto de 2017, a dupla juntou forças com CJ E&M para lançar uma nova empresa de entretenimento chamada High Up Entertainment, que se tornou uma empresa independente em 2018. Em fevereiro de 2019, a dupla estreou sua primeira dupla masculina 415. Em novembro de 2020, a dupla estreou seu primeiro grupo feminino STAYC.

## Integrantes

### Rado
Rado (em coreano:  라도) (nome de nascimento: Song Joo-young (em coreano:  송주영)) nasceu em 11 de julho de 1984. Antes de ser compositor e produtor musical, ele foi membro do agora extinto grupo masculino Someday. Ele também era conhecido por colaborar com o rapper Dok2, começando com o EP It's We de 2010 e as canções "Girl Girl" (junto com The Quiett, de Thunderground Mixtape Vol. 2) e "Baby Let's Go" (junto com The  Quiett e B-Free, de Rapsolute Mixtape, Vol. 1), depois as canções de 2011 "Break Beatz" (junto com Double K, de Flow 2 Flow), "That's Me" (de Hustle Real Hard) e "Come Closer/ Flow2nite "(junto com The Quiett, também de Hustle Real Hard), e a música de 2012 "Love & Life" (de Love & Life, The Album).

### Choi Kyu-sung
Choi Kyu-sung (em coreano:  최규성) nasceu em 7 de maio de 1984 em Seul.

## Discografia de produção
Todos os créditos das músicas são adaptados do banco de dados da Korea Music Copyright Association, a menos que indicado de outra forma.

### 2014
| Artista           | Canção                                                | Álbum        |
| ----------------- | ----------------------------------------------------- | ------------ |
| Sistar            | "Touch My Body"                                       | Touch N Move |
| Sistar            | "Wow"                                                 | Touch N Move |
| Teen Top          | "Missing" (쉽지않아)                                  | Éxito        |
| Teen Top          | "Alone" (혼자 사니)                                   | Éxito        |
| Teen Top          | "Cry" (울어)                                          | Éxito        |
| Teen Top          | "I'm Sorry" (우린 문제 없어)                          | Éxito        |
| Hyolyn e Jooyoung | "Erase" (지워) (part. Iron) Adicionado à nenhum álbum |              |

### 2015
| Artista          | Canção                                        | Álbum                 |
| ---------------- | --------------------------------------------- | --------------------- |
| Niel             | "Only You"                                    | ONiely                |
| Niel             | "Lovekiller" (못된 여자) (part. Dok2)         | ONiely                |
| Niel             | "Lady" (part. L.Joe)                          | ONiely                |
| Miss A           | "Only You" (다른 남자 말고 너)                | Colors                |
| Shannon Williams | "Why Why" (왜요 왜요)                         | Eighteen              |
| Jang Hyun-seung  | "It's Me"                                     | My                    |
| Jang Hyun-seung  | "Ma First" (니가 처음이야) (part. Giriboy)    | My                    |
| Jang Hyun-seung  | "Breakup With Him" (걔랑 헤어져) (part. Dok2) | My                    |
| Jang Hyun-seung  | "I Said I Love You" (사랑한다고)              | My                    |
| Teen Top         | "Hot Like Fire"                               | Natural Born Teen Top |
| Teen Top         | "Ah-Ah" (아침부터 아침까지)                   | Natural Born Teen Top |
| Teen Top         | "Confusing" ( 헷갈려)                         | Natural Born Teen Top |
| Got7             | "If You Do" (니가 하면)                       | Mad                   |
| Twice            | "Like Ooh-Ahh" (OOH-AHH하게)                  | The Story Begins      |

### 2016
| Artista   | Canção                                    | Álbum                     |
| --------- | ----------------------------------------- | ------------------------- |
| AOA Cream | "I'm Jelly Baby" (질투 나요 BABY)         | Adicionado à nenhum álbum |
| Twice     | "Cheer Up"                                | Page Two                  |
| Twice     | "TT"                                      | Twicecoaster: Lane 1      |
| Babylon   | "너 나 우리" (Between Us) (Feat. Dok2)    | BETWEEN US                |
| Sistar    | "I Like That"                             | Insane Love               |
| BtoB Blue | "Stand By Me" (내 곁어 서 있어줘)         | Adicionado à nenhum álbum |
| Apink     | "Only One" (내가 설렐 수 있게)            | Pink Revolution           |
| Apink     | "Only One" (내가 설렐 수 있게) (R&B Ver.) | Dear                      |

### 2017
| Artista      | Canção                           | Álbum                     |
| ------------ | -------------------------------- | ------------------------- |
| Cosmic Girls | "Happy"                          | Happy Moment              |
| Sistar       | "Lonely"                         | Adicionado à nenhum álbum |
| Idol School  | "Cause You're Pretty" (예쁘니까) | Adicionado à nenhum álbum |
| Davichi      | "To Me" (나에게 넌)              | Adicionado à nenhum álbum |
| Twice        | "Likey"                          | Twicetagram               |

### 2018
| Artista                     | Canção                   | Álbum          |
| --------------------------- | ------------------------ | -------------- |
| Chungha                     | "Roller Coaster"         | Offset         |
| KHAN (Yuna Kim, Jeon Minju) | "I'm Your Girl?"         | I'm Your Girl? |
| Apink                       | "I'm So Sick" (1도없어)  | One & Six      |
| Hyolyn                      | "See Sea" (바다보러갈래) | Set Up Time #3 |

### 2019
| Artista | Canção                 | Álbum     |
| ------- | ---------------------- | --------- |
| Chungha | "Gotta Go" (벌써 12시) | XII       |
| Apink   | "%%" (Eung Eung(응응)) | Percent   |
| Twice   | "Fancy"                | Fancy You |
| Ruann   | "Beep Beep"            | Beep Beep |

### 2020
| Artista        | Canção           | Álbum                   |
| -------------- | ---------------- | ----------------------- |
| Apink          | "Dumhdurum"      | Look                    |
| Refund Sisters | "Don't Touch Me" | Don't Touch Me          |
| STAYC          | "So Bad"         | Star to a Young Culture |
| STAYC          | "Like This"      | Star to a Young Culture |

### 2021
| Artista | Canção                                                        | Álbum      |
| ------- | ------------------------------------------------------------- | ---------- |
| STAYC   | "ASAP"                                                        | Staydom    |
| STAYC   | "So What"                                                     | Staydom    |
| STAYC   | "Is Love Originally Painful" (사랑은 원래 이렇게 아픈 건가요) | Staydom    |
| STAYC   | "Stereotype (색안경)"                                         | Stereotype |
| STAYC   | "I'll be There"                                               | Stereotype |
| STAYC   | "Slow Down"                                                   | Stereotype |
| STAYC   | "Complex"                                                     | Stereotype |

## Prêmios e indicações

### Gaon Chart K-Pop Awards
| Ano  | Recipiente          | Categoria         | Resultado |
| ---- | ------------------- | ----------------- | --------- |
| 2015 | Black Eyed Pilseung | Compositor do Ano | Venceu    |
| 2016 | Black Eyed Pilseung | Compositor do Ano | Venceu    |
| 2019 | Black Eyed Pilseung | Compositor do Ano | Venceu    |

### Mnet Asian Music Awards
| Ano  | Recipiente          | Categoria              | Resultado |
| ---- | ------------------- | ---------------------- | --------- |
| 2016 | Black Eyed Pilseung | Melhor Produtor do Ano | Venceu    |